# Colonna sonora di Lost
La colonna sonora della serie televisiva Lost è stata composta, prodotta ed orchestrata da Michael Giacchino e pubblicata dalla casa discografica Varèse Sarabande.

## Prima stagione
I brani udibili nelle diverse puntate della serie sono stati raccolti in un cd pubblicato il 21 aprile 2006.
| #  | Titolo                                     | Durata | Episodio                   | Descrizione |
| -- | ------------------------------------------ | ------ | -------------------------- | --- |
| 1  | Titoli di testa (composta da J. J. Abrams) | 0:16   | tutti                      | Titoli iniziali. |
| 2  | The Eyeland                                | 1:58   | Pilota, prima parte        | Jack si sveglia nella giungla. |
| 3  | World's Worst Beach Party                  | 2:44   | Pilota, prima parte        | Jack cerca di aiutare gli altri sopravvissuti. |
| 4  | Credit Where Credit Is Due                 | 2:23   | Pilota, prima parte        | Jack cammina in mezzo ai rottami dell'aereo. |
| 5  | Run Like, Um... Hell?                      | 2:21   | Pilota, prima parte        | Jack, Kate e Charlie scappano dalla cabina di pilotaggio dopo che il Mostro ha ucciso il pilota.                                                                                            |
| 6  | Hollywood And Vines                        | 1:52   | Pilota, seconda parte      | Un gruppo di sopravvissuti sale sulle montagne. |
| 7  | Just Die Already                           | 1:51   | Tabula rasa                | I sopravvissuti compiangono la morte di Mars. |
| 8  | Me And My Big Mouth                        | 1:06   | Tabula rasa                | Michael è attirato da qualcosa nella giungla mentre è alla ricerca di Vincent. |
| 9  | Crocodile Locke                            | 1:49   | La caccia                  | Locke convince gli altri sopravvissuti che la caccia è l'unico modo che hanno di sopravvivere.                                                                                              |
| 10 | Win One For The Reaper                     | 2:38   | Il coniglio bianco         | L'acqua viene distribuita tra i sopravvissuti. |
| 11 | Departing Sun                              | 2:42   | La casa del sol levante    | In un flashback, Sun si ricorda del momento in cui avrebbe voluto abbandonare Jin all'aeroporto.                                                                                            |
| 12 | Charlie Hangs Around                       | 3:17   | Inseguimento               | Jack e Kate salvano Charlie, impiccato ad un albero da Ethan. |
| 13 | Navel Gazing                               | 3:24   | Il mistero della valigetta | Kate e Sawyer si tuffano in un laghetto dove trovano una valigetta Halliburton sotto un sedile dell'aeroplano.                                                                              |
| 14 | Proper Motivation                          | 2:02   | Ragione e sentimento       | Boone aiuta Shannon ad uscire dall'interno del tronco di un albero. |
| 15 | Run Away! Run Away!                        | 0:30   | Ragione e sentimento       | Boone e Shannon scappano dal mostro di fumo nero. |
| 16 | We're friends                              | 1:32   | Ritorno                    | Charlie cerca di reinstaurare la sua amicizia con Claire. |
| 17 | Getting Ethan                              | 1:35   | Ritorno                    | I sopravvissuti tengono un'imboscata ad Ethan. |
| 18 | Thinking Clairely                          | 1:04   | Fuorilegge                 | Claire si siede sulla spiaggia. |
| 19 | Locke'd Out Again                          | 3:30   | Deus Ex Machina            | In un flashback, il padre di Locke volta le spalle al figlio. Nel presente, John non riesce ad aprire la botola ed è disperato. Dopo qualche istante però, appare un lampo di luce azzurra. |
| 20 | Life and Death                             | 3:39   | Non nuocere                | Claire mostra il suo bambino ai sopravvissuti alla spiaggia mentre Jack dà a Shannon la notizia della morte di suo fratello.                                                                |
| 21 | Booneral                                   | 1:38   | Il bene superiore          | Il funerale di Boone. |
| 22 | Shannonigans                               | 2:25   | Il bene superiore          | Locke si scusa con Shannon per la morte di suo fratello, ma la ragazza vuole che Sayid si occupi di lui.                                                                                    |
| 23 | Kate's Motel                               | 2:07   | In fuga                    | Kate entra in un motel e lì si prepara ad assumere una nuova identità. |
| 24 | I've Got a Plane to Catch                  | 2:37   | Esodo, seconda parte       | Hurley fa di tutto pur di salire sul volo 815. |
| 25 | Monsters Are Such Interesting People       | 1:29   | Esodo, seconda parte       | I sopravvissuti incontrano il mostro per la prima volta. |
| 26 | Parting Words                              | 5:30   | Esodo, prima parte         | Michael, Jin, Sawyer e Walt partono a bordo della zattera. |
| 27 | Oceanic 815                                | 6:11   | Esodo, seconda parte       | In un flashback generale i protagonisti salgono a bordo dell'aereo, mentre Jack e Locke guardano attraverso il pozzo scuro che si apre sotto alla botola.                                   |

## Quinta stagione
La colonna sonora della quinta stagione della serie è attesa per il maggio del 2010.